# 1998-as magyar úszóbajnokság
Az 1998-as magyar úszóbajnokságot – amely a 100. magyar bajnokság volt – júliusban rendezték meg Budapesten, a Komjádi Béla Sportuszodában

## Eredmények

### Férfiak
| Versenyszám                             | Arany                                                                    | Arany    | Ezüst                                                                    | Ezüst    | Bronz                                                                      | Bronz    |
| --------------------------------------- | ------------------------------------------------------------------------ | -------- | ------------------------------------------------------------------------ | -------- | -------------------------------------------------------------------------- | -------- |
| 50 m gyorsúszás Döntő: július 5.        | Zubor Attila Sport + SE                                                  | 23,18    | Gáspár Zsolt Ferencvárosi TC                                             | 23,29    | Tekauer Ernő Bp. Spartacus                                                 | 24,55    |
| 100 m gyorsúszás Döntő: július 3.       | Zubor Attila Sport + SE                                                  | 50,10    | Gáspár Zsolt Ferencvárosi TC                                             | 51,54    | Szabados Béla Ferencvárosi TC                                              | 52,30    |
| 200 m gyorsúszás Döntő: július 5.       | Zubor Attila Sport + SE                                                  | 1:50,45  | Szabados Béla Ferencvárosi TC                                            | 1:52,27  | Horváth Péter Sport + SE                                                   | 1:52,76  |
| 400 m gyorsúszás Döntő: július 2.       | Szilágyi Zoltán Ferencvárosi TC                                          | 3:56,64  | Szabados Béla Ferencvárosi TC                                            | 4:02,02  | Kollár Miklós Bp. Spartacus                                                | 4:02,33  |
| 1500 m gyorsúszás Döntő: július 5.      | Kiss Gergő László Bp. Spartacus                                          | 16:19,04 | Kovács Péter BVSC                                                        | 16:19,62 | Schönek András Veszprémi UK                                                | 16:47,61 |
| 100 m hátúszás Döntő: július 4.         | Horváth Péter Sport + SE                                                 | 59,12    | Pető Csaba Bp. Honvéd                                                    | 59,91    | Bodrogi Viktor Százhalombattai VSE                                         | 1:00,54  |
| 200 m hátúszás Döntő: július 3.         | Horváth Péter Sport + SE                                                 | 2:02,89  | Szentesi Szabolcs Békéscsaba BDSK                                        | 2:04,66  | Bodrogi Viktor Százhalombattai VSE                                         | 2:07,37  |
| 100 m mellúszás Döntő: július 2.        | Rózsa Norbert Sport + SE                                                 | 1:03,72  | Güttler Károly Bp. Spartacus                                             | 1:04,35  | Kovács Vilmos Ferencvárosi TC                                              | 1:05,49  |
| 200 m mellúszás Döntő: július 5.        | Rózsa Norbert Sport + SE                                                 | 2:18,45  | Kovács Vilmos Ferencvárosi TC                                            | 2:19,91  | Batházi István Bp. Spartacus                                               | 2:23,59  |
| 100 m pillangóúszás Döntő: július 2.    | Horváth Péter Sport + SE                                                 | 53,90    | Gáspár Zsolt Ferencvárosi TC                                             | 54:10    | Kovács Péter BVSC                                                          | 57,75    |
| 200 m pillangóúszás Döntő: július 4.    | Horváth Péter Sport + SE                                                 | 2:03,42  | Kovács Péter BVSC                                                        | 2:04,53  | Simon Jácint Kecskeméti Vízmű SC                                           | 2:06,01  |
| 200 m vegyesúszás Döntő: július 2.      | Zubor Attila Sport + SE                                                  | 2:03,49  | Batházi István Bp. Spartacus                                             | 2:05,87  | Kerékjártó Tamás Miskolci Vízművek SC                                      | 2:06,47  |
| 400 m vegyesúszás Döntő: július 3.      | Batházi István Bp. Spartacus                                             | 4:26,6   | Kiss Gergő László Bp. Spartacus                                          | 4:26,92  | Simon Jácint Kecskeméti Vízmű SC                                           | 4:38,44  |
| 4 × 100 m gyorsváltó Döntő: július 4.   | Ferencvárosi TC Gáspár Zsolt Szilágyi Zoltán Szűcs Tamás Szabados Béla   | 3:28,15  | Sport + SE Unghváry Gergely Zubor Attila Czene Attila Horváth Péter      | 3:29,02  | Bp. Spartacus Batházi István Batházi Tamás Kiss Gergő László Kollár Miklós | 3:36,51  |
| 4 × 200 m gyorsváltó Döntő: július 3.   | Ferencvárosi TC Gáspár Zsolt Szilágyi Zoltán Kovács Vilmos Szabados Béla | 7:35,01  | Sport + SE Rózsa Norbert Czene Attila Horváth Péter Zubor Attila         | 7:47,96  | Bp. Spartacus Batházi Tamás Batházi István Kiss Gergő László Kollár Miklós | 7:56,72  |
| 4 × 100 m vegyes váltó Döntő: július 5. | Sport + SE Czene Attila Rózsa Norbert Horváth Péter Zubor Attila         | 3:48,19  | Ferencvárosi TC Szilágyi Zoltán Kovács Vilmos Gáspár Zsolt Szabados Béla | 3:55,47  | Bp. Spartacus Batházi István Güttler Károly Kollár Miklós Batházi Tamás    | 3:56,35  |

### Nők
| Versenyszám                             | Arany                                                             | Arany   | Ezüst                                                                       | Ezüst   | Bronz                                                                       | Bronz   |
| --------------------------------------- | ----------------------------------------------------------------- | ------- | --------------------------------------------------------------------------- | ------- | --------------------------------------------------------------------------- | ------- |
| 50 m gyorsúszás Döntő: július 3.        | Ferenczy Orsolya Bp. Honvéd                                       | 26,70   | Jakab Dóra Bp. Spartacus                                                    | 27,05   | Révész Katalin Nagykanizsai Vízmű SE                                        | 27,49   |
| 100 m gyorsúszás Döntő: július 2.       | Jakab Dóra Bp. Spartacus                                          | 57,99   | Ferenczy Orsolya Bp. Honvéd                                                 | 58,61   | Révész Katalin Nagykanizsai Vízmű SE                                        | 58,80   |
| 200 m gyorsúszás Döntő: július 4.       | Csapó Krisztina Sport + SE                                        | 2:06,71 | Csernák Marianna Kecskeméti Vízmű SC                                        | 2:06,91 | Klocker Edit Bp. Spartacus                                                  | 2:07,05 |
| 400 m gyorsúszás Döntő: július 5.       | Risztov Éva Hód Úszó SE                                           | 4:24,76 | Csapó Krisztina Sport + SE                                                  | 4:27,89 | Dutoit Natalie Bp. Spartacus SC                                             | 4:28,35 |
| 800 m gyorsúszás Döntő: július 4.       | Risztov Éva Hód Úszó SE                                           | 9:06,72 | Csapó Krisztina Sport + SE                                                  | 9:14,96 | Fáth Krisztina Veszprémi UK                                                 | 9:19,19 |
| 100 m hátúszás Döntő: július 3.         | Ferenczi Katalin Pápai SE                                         | 1:05,03 | Kiss Annamária Dunaferr                                                     | 1:06,50 | Kokas Ágnes Székesfehérvári Delfin SE                                       | 1:06,64 |
| 200 m hátúszás Döntő: július 2.         | Ferenczi Katalin Pápai SE                                         | 2:16,12 | Kiss Annamária Dunaferr SE                                                  | 2:19,13 | Gazda Annamária Ferencvárosi TC                                             | 2:22,29 |
| 100 m mellúszás Döntő: július 5.        | Kovács Ágnes Bp. Spartacus                                        | 1:09,52 | Sarah Poewe Bp. Honvéd                                                      | 1:10,80 | Kovács Krisztina Bp. Honvéd                                                 | 1:12,11 |
| 200 m mellúszás Döntő: július 4.        | Sarah Poewe Bp. Honvéd                                            | 2:29,77 | Kovács Krisztina Bp. Honvéd                                                 | 2:34,11 | Szántó Szintia Bp. Honvéd                                                   | 2:37,63 |
| 100 m pillangóúszás Döntő: július 5.    | Ferenczy Orsolya Bp. Honvéd                                       | 1:02,05 | Jakab Dóra Bp. Spartacus                                                    | 1:02,56 | Katatics Ida Bp. Spartacus                                                  | 1:03,49 |
| 200 m pillangóúszás Döntő: július 3.    | Csapó Krisztina Sport + SE                                        | 2:16,88 | Dutoit Natalie Bp. Spartacus                                                | 2:19,11 | Crafford Candice Bp. Spartacus                                              | 2:19,26 |
| 200 m vegyes úszás Döntő: július 4.     | Kovács Ágnes Bp. Spartacus                                        | 2:19,91 | Ferenczi Katalin Pápai SE                                                   | 2:23,06 | Dutoit Natalie Bp. Spartacus                                                | 2:23,82 |
| 400 m vegyesúszás Döntő: július 2.      | Dutoit Natalie Bp. Spartacus                                      | 4:59,74 | Katatics Ida Bp. Spartacus                                                  | 5:07,13 | Oláh Anita Dunaferr SE                                                      | 5:12,45 |
| 4 × 100 m gyors váltó Döntő: július 3.  | Bp. Spartacus Klocker Edit Kovács Ágnes Katatics Ida Jakab Dóra   | 3:59,12 | Ferencvárosi TC Gazda Annamária Csobánki Zsuzsa Nagy Zsófia Lakos Gyöngyvér | 4:00,33 | Bp. Honvéd Molnár Zsuzsanna Szekeres Erzsébet Ferenczy Orsolya Dabi Katalin | 4:00,93 |
| 4 × 200 m gyors váltó Döntő: július 2.  | Bp. Spartacus Kovács Ágnes Jakab Dóra Dutoit Natalie Klocker Edit | 8:38,71 | Ferencvárosi TC Lukács Linda Nagy Zsófia Lakos Gyöngyvér Gazda Annamária    | 8:41,57 | Bp. Honvéd Szekeres Erzsébet Durda Krisztina Molnár Zsuzsanna Dabi Katalin  | 8:44,62 |
| 4 × 100 m vegyes váltó Döntő: július 5. | Bp. Spartacus Jakab Dóra Kovács Ágnes Katatics Ida Klocker Edit   | 4:18,88 | Bp. Honvéd Molnár Zsuzsanna Sarah Poewe Ferenczy Orsolya Dabi Katalin       | 4:25,35 | Sport + SE Újhelyi Beáta Bunford Nóra Csapó Krisztina Csermely Nóra         | 4:30,58 |

## Csúcsok
A bajnokság során az alábbi felnőtt csúcsok születtek:
| Esemény                     | Idő   | Név          | Csapat     | Csúcs            |
| --------------------------- | ----- | ------------ | ---------- | ---------------- |
| Férfi 50 méteres gyorsúszás | 23,18 | Zubor Attila | Sport + SE | Országos felnőtt |